# Disney+
Disney+ (pronunciado como Disney Plus) é um serviço de streaming over-the-top de vídeo sob demanda por assinatura de propriedade e operado pela divisão Media and Entertainment Distribution da The Walt Disney Company. O serviço oferece principalmente filmes e séries de televisão produzidos pela The Walt Disney Studios e Walt Disney Television, com hubs de conteúdo dedicados para marcas como Disney, Pixar, Marvel, Star Wars, National Geographic, Star, ESPN e em alguns países e o Hulu nos EUA. Filmes e séries de televisão originais também são distribuídos no Disney+.
Disney+ conta com a tecnologia desenvolvida pela Disney Streaming Services, originalmente criada como BAMTech em 2015, quando foi derivada da MLB Advanced Media (MLBAM). A Disney aumentou sua participação acionária na BAMTech para uma participação controladora em 2017, e, posteriormente, transferiu a propriedade para a DTCI como parte de uma reestruturação corporativa em antecipação à aquisição da 21st Century Fox pela Disney. Com a BAMTech ajudando a lançar o ESPN+ no início de 2018, e o acordo de distribuição de streaming da Disney com a Netflix que termina em 2019, a Disney aproveitou a oportunidade para usar as tecnologias desenvolvidas para o ESPN+ para estabelecer um serviço de streaming com a marca Disney que apresentaria seu conteúdo. A produção de filmes e programas de televisão para exibição exclusiva na plataforma começou no final de 2017.
O Disney+ estreou em 12 de novembro de 2019 nos Estados Unidos, Canadá e Países Baixos, e expandiu-se para a Austrália, Nova Zelândia e Porto Rico uma semana depois. Foi disponibilizado em alguns países europeus em março de 2020 e na Índia em abril por meio do serviço de streaming Hotstar da Star India, que foi renomeado como "Disney+ Hotstar". Outros países europeus receberam o serviço em setembro de 2020, com a expansão do serviço para a América Latina em novembro de 2020. Após o lançamento, recebeu uma recepção positiva de sua biblioteca de conteúdo, mas foi criticado por problemas técnicos e conteúdo ausente. Alterações feitas em filmes e programas de televisão também atraíram a atenção da mídia. Dez milhões de usuários se inscreveram no Disney+ até o final de seu primeiro dia de operação. É baseado no site e serviço de streaming Netflix.

## História

### 2015–2019
No final de 2015, a Disney lançou um serviço de streaming no Reino Unido chamado DisneyLife para testar o mercado de streaming. Acabou sendo substituído pelo Disney+ em 24 de março de 2020.
Em agosto de 2016, a Disney adquiriu uma participação minoritária na BAMTech (uma empresa derivada do negócio de tecnologia de streaming da MLB Advanced Media) por US$ 1 bilhão, com a opção de adquirir uma participação majoritária no futuro. Após a compra, a ESPN anunciou planos para um "projeto exploratório [over-the-top]" baseado em sua tecnologia (ESPN+) para suplantar seus serviços de televisão linear existentes. Em 8 de agosto de 2017, a Disney invocou sua opção de adquirir uma participação majoritária na BAMTech por US$ 1,58 bilhão, aumentando sua participação para 75%. Juntamente com a aquisição, a empresa também anunciou planos para um segundo serviço de marca direta da Disney, retirado de seu conteúdo de entretenimento, que seria lançado depois que a empresa terminasse seu acordo de distribuição com a Netflix em 2019. Pouco tempo depois, Agnes Chu, executiva de desenvolvimento de histórias e franquias da Walt Disney Imagineering, foi a primeira executiva nomeada para a unidade, como vice-presidente sênior de conteúdo. Chu liderou dois projetos para o lançamento da nova unidade. Primeiro, a Disney precisava verificar exatamente qual conteúdo poderia ser disponibilizado física e legalmente por meio de um serviço de streaming imediatamente, o que significava revisar fisicamente todo o conteúdo nos cofres da Disney que não haviam sido restaurados recentemente e revisar "fichários de pedaços de papel com acordos legais" para identificar potenciais obstáculos. Em segundo lugar, Chu se reuniu com os líderes das várias divisões de produção de conteúdo da Disney para começar a debater quais projetos seriam apropriados para lançamento em um serviço de streaming em vez de nos cinemas. Chu saiu mais tarde em agosto de 2020.
Em dezembro de 2017, a Disney anunciou sua intenção de adquirir os principais ativos de entretenimento da 21st Century Fox,. Destinado a reforçar o portfólio de conteúdo da Disney para seus produtos de streaming, a aquisição foi concluída em 20 de março de 2019.
Em janeiro de 2018, foi relatado que o ex-executivo da Apple e da Samsung, Kevin Swint, havia sido nomeado vice-presidente sênior e gerente geral subordinado ao CEO da BAMTech, Michael Paull, que lidera o desenvolvimento. Em março de 2018, a divisão de segmento de nível superior da Disney foi reorganizada com a formação da Disney Direct-to-Consumer and International, que incluiu a BAMTech, que contém "todas as tecnologias e produtos voltados para o consumidor". Em junho do mesmo ano, o ex-presidente de marketing do estúdio da Disney, Ricky Strauss, foi nomeado presidente de conteúdo e marketing, porém reportando-se ao presidente da Disney Direct-to-Consumer e International, Kevin Mayer. Em janeiro de 2019, o COO do Fox Television Group, Joe Earley, foi nomeado vice-presidente executivo de marketing e operações. Em junho de 2019, Matt Brodlie foi nomeado vice-presidente sênior de desenvolvimento de conteúdo internacional. Em agosto de 2019, Luke Bradley-Jones foi contratado como vice-presidente sênior de direct-to-consumer e gerente geral do Disney+ para Europa e África.
Em 8 de novembro de 2018, o CEO da Disney, Bob Iger, anunciou que o serviço seria chamado de Disney+ (Disney Plus) e que a empresa estava visando um lançamento no final de 2019. Um lançamento em setembro foi planejado, mas em 11 de abril de 2019, a Disney anunciou que o Disney+ seria lançado em 12 de novembro de 2019 nos Estados Unidos. A Disney afirmou que planeja lançar o serviço em todo o mundo nos próximos dois anos, visando a Europa Ocidental e países da Ásia-Pacífico até o final de 2019 e início de 2020, e Europa Oriental e América Latina durante 2020. O momento dos lançamentos internacionais está sujeito a aquisição ou expiração de acordos de direitos de streaming existentes para o conteúdo da Disney. Em 6 de agosto de 2019, Iger anunciou que oferecerá um pacote de streaming do Disney+, ESPN+ e a versão suportada por anúncios do Hulu por US$ 12,99 por mês disponível no lançamento. Na D23 Expo em agosto de 2019, a Disney abriu assinaturas do Disney+ com desconto por três anos.
Em 12 de setembro de 2019, uma versão de teste do Disney+ foi disponibilizada na Holanda com conteúdo limitado disponível. Essa fase de teste durou até o lançamento oficial em 12 de novembro, quando os usuários de teste foram transferidos para um plano pago. O Disney+ ficou disponível para pré-venda em setembro nos Estados Unidos com um teste gratuito de 7 dias após o lançamento.
Em outubro de 2019, a Disney lançou um vídeo que durou três horas e dezoito minutos no YouTube para mostrar sua programação de lançamento. Também foi relatado que a Disney proibiria anúncios da concorrente Netflix na maioria de suas plataformas de TV, exceto ESPN.
O Disney+ foi lançado em 12 de novembro de 2019, no horário do Pacífico à meia-noite, nos três países de lançamento iniciais anunciados. Os serviços tiveram alguns problemas no primeiro dia de login (cerca de 33% dos problemas), acesso a conteúdos específicos (cerca de 66%), criação de perfis e listas de observação. Alguns dos problemas foram devido a dispositivos de terceiros.
Em 18 de novembro de 2019, uma investigação da ZDNet descobriu que milhares de contas de usuários foram invadidas usando o registro de teclas ou malware de roubo de informações. Seus endereços de e-mail e senhas foram alterados, "efetivamente assumindo a conta e bloqueando o proprietário anterior", e suas informações de login foram colocadas à venda na dark web.

### Década de 2020
Em 12 de março de 2020, Vanessa Morrison, que anteriormente atuou como presidente da Fox Family e da 20th Century Animation, foi nomeada Presidente de Streaming da Walt Disney Studios Motion Picture Production e supervisionará o desenvolvimento e a produção do conteúdo de filmes Disney+ da The Walt Disney Studios para a Disney Live Action e 20th Century Studios. Morrison se reporta diretamente ao presidente da Walt Disney Pictures, Sean Bailey.
Em 12 de outubro de 2020, a Disney anunciou uma reorganização de seus negócios de mídia com foco maior em streaming. Eles estão planejando adicionar mais conteúdo para o Disney+ e suas outras plataformas de streaming (como Hulu) no futuro.
Em 10 de dezembro de 2020, a Disney anunciou que um ano após o lançamento do Disney+, ele tinha mais de 86,8 milhões de assinantes. Mais tarde, foi anunciado que em 2 de janeiro de 2021, a plataforma tinha mais de 94,9 milhões de assinantes. Em janeiro do mesmo ano, Ricky Strauss, que liderou os esforços de marketing e curadoria de conteúdo do Disney+, saiu da Walt Disney Company.
Em março de 2021, a Disney anunciou um aumento nos preços do serviço de streaming que ocorreria em 26 de março de 2021. No segundo trimestre de 2021, o Disney+ adicionou 8,7 milhões de assinantes.
Em agosto de 2021, o CEO da Disney, Bob Chapek, deu a entender que uma possível fusão Hulu/Disney+ poderia acontecer no futuro para criar um serviço de streaming completo no Disney+. Ele mencionou que a Disney pode abandonar seu pacote de streaming de Disney+, Hulu e ESPN+ eventualmente. Isso é semelhante à marca Star no Disney+ disponível em mercados estrangeiros fora dos Estados Unidos.
Em 4 de março de 2022, a Disney anunciou que planeja lançar uma versão de baixo custo suportada por anúncios do Disney+ até o final de 2022 nos Estados Unidos, com essa versão também se expandindo para outros territórios internacionais em 2023. A Disney anunciou mais tarde em 10 de agosto de 2022, que a versão suportada por anúncios do Disney+ seria lançada em dezembro, custando US$ 7,99 por mês, com a versão sem anúncios do Disney+ recebendo um aumento de preço de US$3.
Em maio de 2022, a empresa informou que ganhou 7,9 milhões de assinantes nos primeiros três meses de 2022. Em agosto de 2022, foi anunciado que o total combinado de assinantes em todas as plataformas de streaming da Disney, incluindo Disney +, Hulu e ESPN +, superou a Netflix com aproximadamente 221 milhões.
No dia 27 de março de 2024, a Hulu se funde com a Disney+ trazendo todo o catálogo da Hulu para o Disney+. No dia 26 de junho, a Star+ se funde com a Disney+ na América Latina, trazendo os conteúdos Star e ESPN para o Disney+, sucessos como Only Murders in the Building, Grey's Anatomy, The Bear e Abbott Elementary foram migrados para o Disney+.
Em março de 2025, a Disney anunciou que o plano padrão com anúncios do Disney+ passou a estar disponível para assinatura direta pelo serviço, pelo valor de R$ 27,99 mensais. Anteriormente, essa modalidade era acessível apenas por meio de parceiros, como o Mercado Livre. Além da exibição de propagandas, o plano impõe restrições ao acesso a conteúdos esportivos ao vivo da ESPN.

## Conteúdo

Logo Disney+ original

O serviço é construído em torno do conteúdo dos principais estúdios de entretenimento e da biblioteca de filmes e televisão da Disney, incluindo Walt Disney Pictures, Walt Disney Animation Studios, Disneynature, DisneyToon Studios, Pixar, Marvel Studios, Lucasfilm, National Geographic, Blue Sky Studios, Saban Entertainment e filmes selecionados da 20th Century Studios, Searchlight Pictures, Touchstone Pictures e Hollywood Pictures. O serviço operará ao lado do Hulu, do qual a Disney ganhou participação majoritária após a compra da 21st Century Fox. Bob Iger afirmou que, no lançamento, o Disney+ estaria focado especificamente no entretenimento voltado para a família (e não carregaria nenhum conteúdo com classificação R e NC-17 ou TV-MA), e que o Hulu permaneceria orientado para o entretenimento geral. O Hulu também hospedará o Disney+ como um serviço complementar. O conteúdo destinado ao público adulto (R e TV-MA) foi posteriormente adicionado ao serviço, incluindo o original do Disney+ The Beatles: Get Back (2021), que inclui um aviso de conteúdo, e a série Marvel produzida para a Netflix, todos eles avaliado TV-MA. Com a adição da série Marvel Netflix em março de 2022, controles parentais revisados foram introduzidos no serviço nos Estados Unidos para permitir que o conteúdo mais maduro da série seja adicionado, semelhante aos controles que já existem para outras regiões que possuem o hub de conteúdo Star.

### Biblioteca de conteúdo
Sugere-se que o Disney+ tenha aproximadamente 7.000 episódios de televisão e 500 filmes, incluindo séries de televisão originais e filmes do Disney Channel e Freeform, e títulos selecionados da 20th Television e ABC Signature. Novos lançamentos da 20th Century Studios (como Spies in Disguise da Blue Sky Studios e uma série de filmes em live-action) não estariam imediatamente disponíveis no Disney+ ou no Hulu, pois o estúdio tem acordos de produção preexistentes com outros provedores de TV premium/streaming (incluindo HBO nos EUA até 2022, Crave no Canadá e Sky no Reino Unido, Irlanda, Itália e Alemanha). Captain Marvel (filme), Dumbo (2019) e Avengers: Endgame se tornaram os primeiros filmes da Disney lançados nos cinemas a serem transmitidos exclusivamente no Disney+ dentro da janela de televisão a cabo/paga.
Foi anunciado que o Disney+ adicionaria as primeiras 30 temporadas de Os Simpsons ao serviço no lançamento, como a nova casa exclusiva da série, com a 31.ª temporada sendo adicionada em 2 de outubro de 2020 e a 32.ª temporada sendo adicionada em 29 de setembro de 2021 nos Estados Unidos.
Iger disse que o Disney+ eventualmente hospedará toda a biblioteca de filmes da Disney, incluindo todos os filmes que estão atualmente no "Disney Vault". No entanto, ele afirmou que o controverso A Canção do Sul (1946), que nunca foi lançado em vídeo caseiro em sua totalidade nos EUA, nunca será lançado no serviço. O filme de 1946 da Walt Disney Animation Studios, Música, Maestro!, não está disponível no serviço, possivelmente devido a uma cena de tiroteio, tornando-o o único filme do cânone animado da Disney a não ser incluído. Apesar de estar disponível no lançamento, pelo menos cinco filmes – Home Alone, Home Alone 2: Lost in New York, Pirates of the Caribbean: On Stranger Tides, Ice Age e Garfield: A Tail of Two Kitties – foram removidos do serviço nos EUA.
Inicialmente, não estava claro se os seis primeiros filmes da franquia Star Wars estariam disponíveis nos Estados Unidos no lançamento do serviço, já que a TBS detinha os direitos de streaming até 2024 como parte de seus direitos de cabo para a franquia, mas em abril de 2019, foi anunciado que os filmes estariam disponíveis no lançamento junto com The Force Awakens e Rogue One, com The Last Jedi adicionado em 26 de dezembro de 2019; The Rise of Skywalker foi adicionado em 4 de maio de 2020, e Solo: A Star Wars Story foi adicionado em 10 de julho de 2020. Em 2 de abril de 2021, vários spin-offs mais antigos de Star Wars foram lançados.
Nos Estados Unidos, a maioria dos filmes do Universo Cinematográfico Marvel estava disponível no lançamento, com exceção de sete filmes: Thor: Ragnarok (adicionado em 5 de dezembro de 2019), Black Panther (adicionado em 4 de março de 2020), Avengers: Infinity War (adicionado em 25 de junho de 2020) e Ant-Man and the Wasp (adicionado em 14 de agosto de 2020), devido a acordos de licenciamento existentes com a Netflix; e The Incredible Hulk, Spider-Man: Homecoming e Spider-Man: Far From Home, que não estão disponíveis porque seus direitos de distribuição são de propriedade da Universal Pictures (The Incredible Hulk) e da Sony Pictures através da divisão Columbia Pictures (Homem-Aranha).
Alguns filmes foram modificados pela Disney: uma cena pós-créditos de Toy Story 2 foi editada; a nudez foi eliminada de Splash (filme) adicionando cabelo digital, borrando e cortando certas cenas; filmes como Adventures in Babysitting, Free Solo e Hamilton foram alterados para remover palavrões; The Adventures of Bullwhip Griffin (1967) foi editado para remover insultos raciais, e o curta-metragem Santa's Workshop (1932) foi editado para remover uma "boneca negra estereotipada ". Alguns conteúdos mais antigos, como filmes, curtas de animação e séries, têm um aviso legal de responsabilidade de conteúdo na plataforma observando a possibilidade de representações culturais desatualizadas. A partir de outubro de 2020, um aviso legal de responsabilidade de conteúdo de 12 segundos informando os espectadores sobre cenas racialmente insensíveis é exibido antes de alguns filmes mais antigos da Disney – incluindo Peter Pan, Dumbo, Swiss Family Robinson, Lady and the Tramp, The Jungle Book, Aladdin (ao lado das duas sequências diretas em vídeo), e The Aristocats. Além disso, em janeiro de 2021, alguns desses filmes não podiam mais ser visualizados em perfis de crianças; os títulos ainda estavam disponíveis para visualização em perfis regulares. X-Men: Days of Future Past, que contém nudez e a palavra "fuck", começou a ser exibido sem censura em meados de 2020. Algumas séries estão faltando episódios, incluindo Darkwing Duck, The Little Mermaid, The Proud Family, Phineas e Ferb, Spider-Man and His Amazing Friends, The Muppet Show, e Os Simpsons, entre outros programas. Todos os episódios com Stoney Westmoreland em Andi Mack são banidos do serviço.
Em 22 de novembro de 2021, a Disney e a WarnerMedia chegaram a um acordo para alterar o acordo preexistente que a HBO tinha com a Fox para permitir que Disney+ ou Hulu e HBO Max compartilhassem os direitos de streaming de metade da lista teatral de 2022 da 20th Century Studios e da Searchlight Pictures nos Estados Unidos durante a primeira janela paga, com Ron's Gone Wrong sendo o primeiro filme sob o acordo, ficando disponível no Disney+ e HBO Max em 15 de dezembro de 2021. A Disney ainda terá direitos totais de streaming para qualquer filme da 20th Century Studios e Searchlight Pictures produzido para Disney+ ou Hulu, enquanto o acordo da Disney com a WarnerMedia para streaming de filmes da 20th Century Studios e Searchlight Pictures na HBO Max terminará em 2022, com Disney+ e Hulu assumindo os direitos de pagamento único para esses filmes daqui para frente.

### Conteúdo original roteirizado
A meta inicial de conteúdo original do serviço foi planejada para incluir quatro a cinco filmes originais e cinco programas de televisão com orçamentos de US$ 25 a 100 milhões. Em janeiro de 2019, foi relatado que a Disney gastaria até US$ 500 milhões em conteúdo original para o serviço. Séries originais baseadas em Star Wars e propriedades da Marvel foram ou estão sendo produzidas. As séries originais de Star Wars incluem The Mandalorian, uma sétima temporada da animação The Clone Wars (e uma série spin-off intitulada The Bad Batch), Obi-Wan Kenobi, Andor, Lando, The Acolyte, também como três séries derivadas de The Mandalorian The Book of Boba Fett, Rangers of the New Republic e Ahsoka. As séries originais da Marvel incluem WandaVision, The Falcon and the Winter Soldier, Loki, a série animada What If, Hawkeye, Moon Knight, She-Hulk, Ms. Marvel e Secret Invasion.
Em janeiro de 2019, o Disney+ encomendou Diary of a Future President' da CBS Television Studios, sua primeira série de uma produtora externa.
Um remake para série de televisão do filme High Fidelity foi anunciado inicialmente para o Disney+, mas em abril de 2019, foi anunciado que o projeto havia sido transferido para o Hulu, citando preocupações de sua equipe de que o posicionamento do Disney+ como um serviço familiar estava em desacordo com sua visão criativa para a série. Love, Victor, um spin-off do filme Love, Simon, também foi transferido do Disney+ para o Hulu em fevereiro de 2020.
Em agosto de 2019, Iger anunciou que filmes da 20th Century Fox, como Home Alone, Night at the Museum, Diary of a Wimpy Kid e Cheaper by the Dozen, serão "'reimaginados' para 'uma nova geração'" exclusivamente para o Disney+ pela Fox Family.
A maior parte do conteúdo episódico original é lançado semanalmente, ao invés de tudo de uma vez com o horário de lançamento inicialmente sendo 00:01 PT às sextas-feiras, que durou de 15 de novembro de 2019 a 25 de junho de 2021. Com a estreia de Loki, que estreou em 9 de junho de 2021, a Disney mudou o cronograma de lançamento de novas séries originais e novas temporadas das respectivas séries para quartas-feiras.
Em 25 de dezembro de 2020, Soul se tornou o primeiro longa-metragem da Pixar a ser lançado como original do Disney+. O próximo filme da Pixar, Luca, também foi lançado como original do Disney+.
Em 1.º de fevereiro de 2022, a Disney anunciou que a série dramática coreana Star Original, Snowdrop seria lançada no Disney+ no mercado dos EUA em 9 de fevereiro de 2022 como Disney+ Original, marcando a série como o primeiro conteúdo internacional para o Disney+ Original e o primeiro conteúdo que como original Disney+ e Star.

### Conteúdo original sem roteiro
A Disney também planeja conteúdo de televisão factual original para o serviço, com o objetivo de "encontrar o espírito da Disney nas histórias cotidianas, inspirando esperança e despertando a curiosidade de públicos de todas as idades." Algumas dessas séries terão vínculos com propriedades da Disney, incluindo minisséries documentais de bastidores com foco nos estúdios da Disney (como uma após a produção de Frozen II), a competição de culinária com tema da Disney, Be Our Chef, Cinema Relics (uma série de documentários mostrando figurinos icônicos e adereços de filmes da Disney), Marvel's Hero Project (uma série que mostra "crianças inspiradoras [que] dedicaram suas vidas a atos altruístas de bravura e bondade") e The Imagineering Story (uma série documental dirigida por Leslie Iwerks que narra a história e o trabalho da Walt Disney Imagineering). A National Geographic também produziu Magic of the Animal Kingdom (uma série documental seguindo os cuidadores de animais do Disney's Animal Kingdom e do aquário do Epcot) e The World According to Jeff Goldblum.
A Disney fechou um pacto de dois anos com o estúdio de documentários Supper Club (Brian McGinn, David Gelb e Jaso Sterman, produtores de Chef's Table, da Netflix) para produzir conteúdo para o serviço, incluindo a série documental de conservação, Earthkeepers, e Marvel's 616, uma série documental que narra o impacto cultural e social dos personagens da Marvel. Outras séries factuais incluem Encore! (uma série produzida por Kristen Bell que reúne elencos de produções musicais do ensino médio para reprisar seus papéis), (Re)Connect(uma série de realidade produzida pela Milojo Productions, de Kelly Ripa e Mark Consuelos), Rogue Trip(uma série de viagens com Bob Woodruff e seu filho Mack), e o reality show Shop Class.
Em 8 de abril de 2022, foi anunciado que Dancing with the Stars mudaria da ABC para o Disney+.

### Lançamentos simultâneos

#### Premier Access

Logo do Premier Access

A adaptação live-action de Mulan estreou em países selecionados no Disney+ com Premier Access por uma taxa premium (US$ 29,99) em 4 de setembro de 2020 e, posteriormente, foi disponibilizada gratuitamente para todos os assinantes em 4 de dezembro. Um segundo longa-metragem, Raya e o Último Dragão, foi oferecido através do modelo Premier Access em 5 de março de 2021, mesmo dia de seu lançamento nos cinemas, e foi disponibilizado para todos os usuários em 4 de junho. Em março de 2021, a Disney anunciou que Cruella e Viúva Negra seriam lançados nos cinemas e através do Premier Access. Em maio de 2021, a Disney anunciou que Jungle Cruise também seria lançado nos cinemas e através do Premier Access.

#### Lançamentos em redes diferentes
Em setembro de 2021, foi relatado que a Disney iniciará uma nova estratégia de lançamento na televisão, dando a episódios de certas séries uma estreia antecipada no Disney+ antes de suas estreias na televisão. A primeira série a ser lançada por meio dessa estratégia foi The Ghost e Molly McGee, com os episódios 3 a 5 lançados no Disney+ em 6 de outubro de 2021.
Em novembro de 2021, foi relatado que o filme original do Disney Channel, Christmas Again, seria lançado no Disney+ em 3 de dezembro de 2021, mesmo dia de sua estreia na televisão, marcando o primeiro filme a receber um lançamento simultâneo.

#### Conteúdo de terceiros
Em 21 de abril de 2021, a Disney e a Sony Pictures chegaram a um acordo de vários anos para permitir que os títulos da Sony (como filmes das franquias Homem-Aranha e Jumanji) fossem transmitidos no Hulu e Disney+. Um número significativo de títulos da Sony começou a ser transmitido no Hulu a partir de junho de 2021. Inclui filmes a partir de 2022. Mais recentemente, a Disney anunciou que Paddington do StudioCanal e sua sequência serão lançados no Disney+ no Reino Unido e na Irlanda. A Fuga das Galinhas, da Aardan, também está disponível no Disney+ em alguns territórios europeus.
Além disso, programas de televisão selecionados produzidos por empresas de terceiros, mas transmitidos em canais de televisão de propriedade da Disney, incluindo Miraculous: As Aventuras de Ladybug e Ghostforce do Zagtoon, PJ Masks do eOne, e Peppa Pig e Bluey da BBC Studios, estão disponíveis no Disney+ em vários territórios no mundo todo.

## Compatibilidade e recursos
O Disney+ está disponível para streaming por meio de navegadores da web em PCs Windows e macOS, bem como aplicativos em iOS e Apple TV, Android e Android TV, Fire TV e Fire HD, dispositivos Chromecast e Chrome OS, TVs Samsung Smart, TVs LG webOS, TVs Vizio SmartCast, dispositivos Roku, Xfinity Flex, Sky Q, dispositivos Now TV, PlayStation 4, PlayStation 5, Xbox One, Xbox Series X/S, Windows 10, Nintendo Switch e Windows 11. O conteúdo disponível no Disney+ também está listado nos aplicativos Apple TV e Google TV.
Os recursos de acessibilidade incluem closed caption, descrição de áudio (também conhecida como vídeo descrito) e assistência de navegação por áudio.
O Disney+ permite até sete usuários por conta, com a possibilidade de fazer transmissões em até quatro dispositivos simultaneamente e baixar conteúdos ilimitadamente para visualização offline. O conteúdo pode ser transmitido em resoluções até 4K Ultra HD em Dolby Vision e HDR10, com som Dolby Atmos em dispositivos suportados. Os conteúdos clássicos estão disponíveis em inglês, espanhol, francês e holandês, enquanto os originais do Disney+ trazem opção de idiomas adicionais. As legendas e dublagens estão disponíveis em até 16 idiomas. Uma quantidade substancial de conteúdos está disponível em Hindi, Tamil e Telugu na versão indiana, o Disney+ Hotstar.
No final de maio de 2020, o serviço adicionou a capacidade de alternar entre as proporções 4:3 e 16:9 para os primeiros episódios de Simpsons, depois que o serviço recebeu reclamações por estender esses episódios para 16:9 por padrão no lançamento. A Disney fez isso "para garantir qualidade visual e consistência em todas as 30 temporadas." Para acomodar o recurso, a Disney Streaming Services "teve que reconfigurar seu mecanismo de entrega de conteúdo", garantindo que o novo recurso não quebrasse nenhum recurso existente, como continuar assistindo, listas de observação e reprodução automática, pois eles não queriam tratar as versões 4:3 como conteúdo bônus. As alterações resultantes permitiram que a Disney aplicasse o áudio existente, as informações das legendas, a arte do episódio e outros metadados dos episódios em ambas as proporções, independentemente de qual fosse escolhida pelo usuário. Joe Rice, vice-presidente de produtos de mídia da Disney Streaming Services, acrescentou que esses ajustes "abrem uma série de oportunidades interessantes para novas formas de apresentar conteúdo no futuro."
Em setembro de 2020, o serviço adicionou o recurso GroupWatch, que permite que até sete contas diferentes do Disney+ vinculem e visualizem a programação entre si. Os espectadores podem reagir ao conteúdo com seis emojis diferentes e controlar a reprodução de todo o grupo. Ele está disponível no navegador da web, aplicativo móvel, smart TVs e dispositivos de TV conectados nos Estados Unidos e será expandido para a Europa no final de 2020. O recurso foi testado anteriormente na Austrália, Canadá e Nova Zelândia.
Em novembro de 2021, a Disney e a IMAX anunciaram que 13 filmes do Universo Cinematográfico Marvel receberiam versões aprimoradas para IMAX (no perfil Dolby Vision 5 por enquanto) no Disney+, que apresentam a proporção de 1.90:1 do IMAX para cenas filmadas no formato. Esse recurso ficou disponível a partir de 12 de novembro de 2021, com a versão IMAX Enhanced também adicionando outros recursos, como áudio DTS posteriormente.

## Lançamento

Disponível
Disponível como Disney+ Hotstar
Lançamento confirmado
Nenhum lançamento ou anúncio atual

| Data de lançamento      | País/Território                           | Parceiro(s) de lançamento                                                | Star incluído? |
| ----------------------- | ----------------------------------------- | ------------------------------------------------------------------------ | -------------- |
| 12 de novembro de 2019  | Canadá                                    | Rogers Cable                                                             | Sim            |
| 12 de novembro de 2019  | Estados Unidos                            | Verizon, Xfinity                                                         | Nao            |
| 12 de novembro de 2019  | Países Baixos                             | Nenhum                                                                   | Sim            |
| 19 de novembro de 2019  | Austrália                                 | Nenhum                                                                   | Sim            |
| 19 de novembro de 2019  | Nova Zelândia                             | Nenhum                                                                   | Sim            |
| 19 de novembro de 2019  | Porto Rico                                | Nenhum                                                                   | Nao            |
| 24 de março de 2020     | Alemanha                                  | Telekom                                                                  | Sim            |
| 24 de março de 2020     | Áustria                                   | Nenhum                                                                   | Sim            |
| 24 de março de 2020     | Espanha                                   | Movistar+, BBVA                                                          | Sim            |
| 24 de março de 2020     | Irlanda                                   | Sky                                                                      | Sim            |
| 24 de março de 2020     | Itália                                    | TIM                                                                      | Sim            |
| 24 de março de 2020     | Reino Unido                               | Sky, O2                                                                  | Sim            |
| 24 de março de 2020     | Suíça                                     | Nenhum                                                                   | Sim            |
| 2 de abril de 2020      | Guernsey                                  | Nenhum                                                                   | Sim            |
| 2 de abril de 2020      | Ilha de Man                               | Nenhum                                                                   | Sim            |
| 2 de abril de 2020      | Jersey                                    | Nenhum                                                                   | Sim            |
| 3 de abril de 2020      | Índia                                     | (via Hotstar)                                                            | Sim            |
| 7 de abril de 2020      | França                                    | Canal+                                                                   | Sim            |
| 30 de abril de 2020     | Antilhas francesas                        | Canal+ Caraïbes                                                          | Sim            |
| 30 de abril de 2020     | Guiana Francesa                           | Canal+ Caraïbes                                                          | Sim            |
| 30 de abril de 2020     | Mónaco                                    | Nenhum                                                                   | Sim            |
| 30 de abril de 2020     | Nova Caledônia                            | Canal+ Calédonie                                                         | Sim            |
| 30 de abril de 2020     | Wallis e Futuna                           | Canal+ Calédonie                                                         | Sim            |
| 11 de junho de 2020     | Japão                                     | NTT Docomo                                                               | Sim            |
| 5 de setembro de 2020   | Indonésia                                 | (via Hotstar), Telkomsel Telkom Indonesia                                | Sim            |
| 15 de setembro de 2020  | Bélgica                                   | Nenhum                                                                   | Sim            |
| 15 de setembro de 2020  | Dinamarca                                 | Nenhum                                                                   | Sim            |
| 15 de setembro de 2020  | Finlândia                                 | Nenhum                                                                   | Sim            |
| 15 de setembro de 2020  | Gronelândia                               | Nenhum                                                                   | Sim            |
| 15 de setembro de 2020  | Islândia                                  | Nenhum                                                                   | Sim            |
| 15 de setembro de 2020  | Luxemburgo                                | Nenhum                                                                   | Sim            |
| 15 de setembro de 2020  | Noruega                                   | Nenhum                                                                   | Sim            |
| 15 de setembro de 2020  | Portugal                                  | Nenhum                                                                   | Sim            |
| 15 de setembro de 2020  | Suécia                                    | Nenhum                                                                   | Sim            |
| 2 de outubro de 2020    | Ilhas Maurícias                           | Canal+ Maurice                                                           | Sim            |
| 2 de outubro de 2020    | Mayotte                                   | Canal+ Mayotte                                                           | Sim            |
| 2 de outubro de 2020    | Reunião                                   | Canal+ Réunion                                                           | Sim            |
| 17 de novembro de 2020  | Anguila                                   | Visa                                                                     | Nao            |
| 17 de novembro de 2020  | Antígua e Barbuda                         | Visa                                                                     | Nao            |
| 17 de novembro de 2020  | Argentina                                 | Flow Personal, Telecentro, DirecTV, MercadoLibre e Visa                  | Nao            |
| 17 de novembro de 2020  | Aruba                                     | Visa                                                                     | Nao            |
| 17 de novembro de 2020  | Bahamas                                   | Visa                                                                     | Nao            |
| 17 de novembro de 2020  | Bolívia                                   | Visa                                                                     | Nao            |
| 17 de novembro de 2020  | Brasil                                    | Globoplay, Bradesco, Next, Mercado Livre e Vivo                          | Nao            |
| 17 de novembro de 2020  | Barbados                                  | Visa                                                                     | Nao            |
| 17 de novembro de 2020  | Chile                                     | DirecTV, MercadoLibre e Visa                                             | Nao            |
| 17 de novembro de 2020  | Colômbia                                  | DirecTV, Claro, Movistar, Fiesta Telecomunicaciones, MercadoLibre e Visa | Nao            |
| 17 de novembro de 2020  | Costa Rica                                | Visa                                                                     | Nao            |
| 17 de novembro de 2020  | Curaçau                                   | Visa                                                                     | Nao            |
| 17 de novembro de 2020  | Dominica                                  | Visa                                                                     | Nao            |
| 17 de novembro de 2020  | El Salvador                               | Visa                                                                     | Nao            |
| 17 de novembro de 2020  | Equador                                   | DirecTV, MercadoLibre e Visa                                             | Nao            |
| 17 de novembro de 2020  | Granada                                   | Visa                                                                     | Nao            |
| 17 de novembro de 2020  | Guatemala                                 | Visa                                                                     | Nao            |
| 17 de novembro de 2020  | Honduras                                  | Visa                                                                     | Nao            |
| 17 de novembro de 2020  | Ilhas Caimã                               | Visa                                                                     | Nao            |
| 17 de novembro de 2020  | Ilhas Virgens Britânicas                  | Visa                                                                     | Nao            |
| 17 de novembro de 2020  | Jamaica                                   | Visa                                                                     | Nao            |
| 17 de novembro de 2020  | México                                    | Telmex, Sky, Izzi Telecom MercadoLibre e Visa                            | Nao            |
| 17 de novembro de 2020  | Monserrate                                | Visa                                                                     | Nao            |
| 17 de novembro de 2020  | Nicarágua                                 | Visa                                                                     | Nao            |
| 17 de novembro de 2020  | Países Baixos Caribenhos                  | Visa                                                                     | Nao            |
| 17 de novembro de 2020  | Panamá                                    | Visa                                                                     | Nao            |
| 17 de novembro de 2020  | Paraguai                                  | Flow, Visa                                                               | Nao            |
| 17 de novembro de 2020  | Peru                                      | DirecTV, MercadoLibre, Visa                                              | Nao            |
| 17 de novembro de 2020  | Santa Lúcia                               | Visa                                                                     | Nao            |
| 17 de novembro de 2020  | São Cristóvão e Neves                     | Visa                                                                     | Nao            |
| 17 de novembro de 2020  | São Vicente e Granadinas                  | Visa                                                                     | Nao            |
| 17 de novembro de 2020  | Trinidad e Tobago                         | Visa                                                                     | Nao            |
| 17 de novembro de 2020  | Turcas e Caicos                           | Visa                                                                     | Nao            |
| 17 de novembro de 2020  | Uruguai                                   | Flow, DirecTV, MercadoLibre e Visa                                       | Nao            |
| 17 de novembro de 2020  | Venezuela                                 | Nenhum                                                                   | Nao            |
| 23 de fevereiro de 2021 | Singapura                                 | StarHub                                                                  | Sim            |
| 1 de junho de 2021      | Malásia                                   | (via Hotstar), Astro, Unifi (Unifi TV)                                   | Sim            |
| 30 de junho de 2021     | Tailândia                                 | (via Hotstar), AIS                                                       | Sim            |
| 12 de novembro de 2021  | Coreia do Sul                             | LG Uplus KT Mobile                                                       | Sim            |
| 12 de novembro de 2021  | Taiwan                                    | Taiwan Mobile                                                            | Sim            |
| 16 de novembro de 2021  | Hong Kong                                 | Hong Kong Broadband Network                                              | Sim            |
| 18 de maio de 2022      | África do Sul                             | DStv                                                                     | Sim            |
| 8 de junho de 2022      | Arábia Saudita                            | Nenhum                                                                   | Sim            |
| 8 de junho de 2022      | Argélia                                   | Nenhum                                                                   | Sim            |
| 8 de junho de 2022      | Bahrein                                   | Nenhum                                                                   | Sim            |
| 8 de junho de 2022      | Catar                                     | Nenhum                                                                   | Sim            |
| 8 de junho de 2022      | Egito                                     | Nenhum                                                                   | Sim            |
| 8 de junho de 2022      | Emirados Árabes Unidos                    | Nenhum                                                                   | Sim            |
| 8 de junho de 2022      | Iêmen                                     | Nenhum                                                                   | Sim            |
| 8 de junho de 2022      | Iraque                                    | Nenhum                                                                   | Sim            |
| 8 de junho de 2022      | Jordânia                                  | Nenhum                                                                   | Sim            |
| 8 de junho de 2022      | Kuwait                                    | Nenhum                                                                   | Sim            |
| 8 de junho de 2022      | Líbano                                    | Nenhum                                                                   | Sim            |
| 8 de junho de 2022      | Líbia                                     | Nenhum                                                                   | Sim            |
| 8 de junho de 2022      | Marrocos                                  | Nenhum                                                                   | Sim            |
| 8 de junho de 2022      | Omã                                       | Nenhum                                                                   | Sim            |
| 8 de junho de 2022      | Palestina                                 | Nenhum                                                                   | Sim            |
| 8 de junho de 2022      | Tunísia                                   | Nenhum                                                                   | Sim            |
| 14 de junho de 2022     | Albânia                                   | Nenhum                                                                   | Sim            |
| 14 de junho de 2022     | Andorra                                   | Nenhum                                                                   | Sim            |
| 14 de junho de 2022     | Bósnia e Herzegovina                      | Nenhum                                                                   | Sim            |
| 14 de junho de 2022     | Bulgária                                  | Nenhum                                                                   | Sim            |
| 14 de junho de 2022     | Chéquia                                   | Nenhum                                                                   | Sim            |
| 14 de junho de 2022     | Croácia                                   | Nenhum                                                                   | Sim            |
| 14 de junho de 2022     | Eslováquia                                | Nenhum                                                                   | Sim            |
| 14 de junho de 2022     | Eslovênia                                 | Nenhum                                                                   | Sim            |
| 14 de junho de 2022     | Estónia                                   | Nenhum                                                                   | Sim            |
| 14 de junho de 2022     | Gibraltar                                 | Nenhum                                                                   | Sim            |
| 14 de junho de 2022     | Grécia                                    | Nenhum                                                                   | Sim            |
| 14 de junho de 2022     | Hungria                                   | Nenhum                                                                   | Sim            |
| 14 de junho de 2022     | Ilhas Åland                               | Nenhum                                                                   | Sim            |
| 14 de junho de 2022     | Ilhas Feroé                               | Nenhum                                                                   | Sim            |
| 14 de junho de 2022     | Kosovo                                    | Nenhum                                                                   | Sim            |
| 14 de junho de 2022     | Letônia                                   | Nenhum                                                                   | Sim            |
| 14 de junho de 2022     | Liechtenstein                             | Nenhum                                                                   | Sim            |
| 14 de junho de 2022     | Lituânia                                  | Nenhum                                                                   | Sim            |
| 14 de junho de 2022     | Malta                                     | Nenhum                                                                   | Sim            |
| 14 de junho de 2022     | Montenegro                                | Nenhum                                                                   | Sim            |
| 14 de junho de 2022     | Macedônia do Norte                        | Nenhum                                                                   | Sim            |
| 14 de junho de 2022     | Pitcairn                                  | Nenhum                                                                   | Sim            |
| 14 de junho de 2022     | Polinésia Francesa                        | Nenhum                                                                   | Sim            |
| 14 de junho de 2022     | Polónia                                   | Plus, Polsat Box, Netia, Polsat Box Go                                   | Sim            |
| 14 de junho de 2022     | Roménia                                   | Nenhum                                                                   | Sim            |
| 14 de junho de 2022     | Santa Helena, Ascensão e Tristão da Cunha | Nenhum                                                                   | Sim            |
| 14 de junho de 2022     | San Marino                                | Nenhum                                                                   | Sim            |
| 14 de junho de 2022     | São Martinho                              | Nenhum                                                                   | Sim            |
| 14 de junho de 2022     | São Pedro e Miquelão                      | Nenhum                                                                   | Sim            |
| 14 de junho de 2022     | Sérvia                                    | Nenhum                                                                   | Sim            |
| 14 de junho de 2022     | Svalbard e Jan Mayen                      | Nenhum                                                                   | Sim            |
| 14 de junho de 2022     | Terras Austrais e Antárticas Francesas    | Nenhum                                                                   | Sim            |
| 14 de junho de 2022     | Território Britânico do Oceano Índico     | Nenhum                                                                   | Sim            |
| 14 de junho de 2022     | Turquia                                   | Nenhum                                                                   | Sim            |
| 14 de junho de 2022     | Vaticano                                  | Nenhum                                                                   | Sim            |
| 16 de junho de 2022     | Israel                                    | Nenhum                                                                   | Sim            |
| 17 de novembro de 2022  | Filipinas                                 | Globe Telecom, GCash by Alipay                                           | Sim            |
| 2023                    | Vietname                                  | Hotstar                                                                  | A definir      |

### Lançamento como Disney+
Disney+ (Disney Plus) foi lançado inicialmente nos Países Baixos em 12 de setembro de 2019 como um "teste gratuito". Foi lançado oficialmente nos Países Baixos, Estados Unidos e Canadá em 12 de novembro de 2019, pouco antes das 3:00 (UTC−05:00) horas da manhã. Na Austrália, Nova Zelândia e Porto Rico, o serviço foi lançado em 19 de novembro de 2019, e na Áustria, Reino Unido, Espanha, Itália, Alemanha, Irlanda e Suíça em 24 de março de 2020. No Reino Unido e na Irlanda, o Disney+ substitui o DisneyLife. Na Espanha, um canal de televisão linear Disney+ foi lançado ao lado do serviço de streaming. O canal está disponível exclusivamente no Movistar+, que atua como parceiro de lançamento do Disney+ na região.
Em dezembro de 2019, foi anunciado que o Canal+ distribuiria com exclusividade o Disney+ na França. O lançamento na França foi adiado de 24 de março para 7 de abril, de acordo com uma solicitação do governo francês para conservar a capacidade da rede devido à pandemia de COVID-19 que sobrecarrega as redes de comunicação.
Em abril de 2020, foi anunciado que o conteúdo original do Disney+ seria licenciado para a operadora de TV paga e streaming OSN, a partir de 9 de abril, em 17 países da região do Oriente Médio e Norte da África, com a Disney observando que eles não tinham "plano de lançamento" atual do Disney+ como um serviço autônomo na região em um futuro próximo".
O serviço foi lançado no Japão em 11 de junho de 2020, como parte de uma parceria existente da Disney com a NTT Docomo, e sucedendo o serviço Disney Deluxe existente na região.
Poucos meses depois, o serviço expandiu para Portugal, Bélgica, Finlândia, Islândia, Luxemburgo, Noruega, Suécia, Dinamarca e Groenlândia em 15 de setembro de 2020; e na América Latina e Caribe em 17 de novembro de 2020.
O serviço foi expandido para Singapura em 23 de fevereiro de 2021.
Em 12 de agosto de 2021, a Disney anunciou que o serviço será lançado no Oriente Médio e na África no verão americano de 2022. Após o anúncio, todo o conteúdo original do Disney+ foi removido da OSN, que a plataforma hospedava anteriormente o conteúdo original do Disney+ por meio de licenciamento desde abril de 2020.
Foi anunciado que o serviço também se expandiria para a Europa Central e Oriental, Hong Kong, Taiwan, Coreia do Sul, Israel, África do Sul e Turquia mais tarde, entre 2021 e 2022. Entre eles, foi confirmado que o serviço será lançado em 12 de novembro de 2021 na Coreia do Sul e Taiwan e em 16 de novembro de 2021 em Hong Kong. Ele estará disponível em mais de 50 países até 2022 e em mais de 160 países até o final de 2023.
Em 29 de março de 2022, a Disney anunciou que lançaria o serviço na África do Sul em 18 de maio de 2022, no Oriente Médio e Norte da África (excluindo a Síria) em 8 de junho de 2022, a maioria dos demais países europeus em 14 de junho. 2022, e em Israel em 16 de junho de 2022.
A data de lançamento para as Filipinas está marcada para 17 de novembro de 2022.

### The Disney Bundle
Juntamente com o lançamento do serviço independente Disney+ nos EUA, a Disney também anunciou um pacote incluindo seus outros serviços de streaming dos EUA Hulu (versão suportada por anúncios) e ESPN+, comercializado como The Disney Bundle, inicialmente por US$ 12,99 por mês; o preço mensal deste plano aumentou posteriormente para $ 13,99. Variantes adicionais do pacote foram adicionadas posteriormente, incluindo as variantes sem anúncios e TV ao vivo do Hulu; então, no final de 2021, Disney+ e ESPN+ se tornaram partes não removíveis do pacote Hulu + Live TV.
Em conexão com o anúncio de 10 de agosto de 2022 da versão suportada por anúncios do Disney+ lançada em 8 de dezembro, várias novas opções de pacotes e preços aumentados foram anunciados como entrando em vigor no mesmo dia. Os preços mensais desses planos variam de US$ 9,99 (para um novo pacote com versões suportadas por anúncios do Disney+ e Hulu, mas não ESPN+) a US$ 82,99 (para Hulu + Live TV com ESPN+ e as versões sem anúncios do conteúdo de streaming Disney+ e Hulu).
Opções empacotadas também são oferecidas na América Latina incorporando Disney+ e Star+, bem como o serviço de streaming da Lionsgate Lionsgate+ (anteriormente Starzplay) em alguns países da América Latina. No Brasil, também há um pacote de Disney+ e Globoplay oferecido no site do Globoplay.

### Lançamento como Disney+ Hotstar
Em fevereiro de 2020, Iger anunciou que planejava lançar o Disney+ na Índia em 29 de março de 2020, por meio de seu serviço existente Hotstar, renomeando seus níveis pagos como um serviço de marca compartilhada. A Hotstar foi adquirida pela Disney durante a compra da Fox e tem sido o serviço de streaming dominante no país. No entanto, o seu lançamento previsto foi adiado. No entanto, foi adiado devido ao reagendamento da Indian Premier League devido à pandemia de COVID-19. Foi então lançado em 3 de abril de 2020. Poucos meses depois, o Disney+ foi lançado na Indonésia através da Hotstar em 5 de setembro de 2020.
Em 25 de fevereiro de 2021, foi relatado que Disney+ seria lançado na Malásia, Filipinas e Tailândia através do Hotstar em 2021. Posteriormente, foi anunciado que o lançamento ocorrerá na Malásia em 1 de junho de 2021, e na Tailândia em 30 de junho de 2021. A data de lançamento para as Filipinas ainda não foi anunciada, provisoriamente no início de 2022. Mais tarde, houve um relatório afirmando que o serviço deve ser lançado nas Filipinas e no Vietnã em 2022, mas devido aos inúmeros atrasos, a data de lançamento ainda é desconhecida.
Embora não tenha a marca Hotstar, uma variante do aplicativo Disney+ Hotstar para dispositivos não PC foi disponibilizada para os 17 mercados do Oriente Médio e Norte da África, incluindo Israel, já que o serviço Disney+ foi lançado oficialmente em junho de 2022 nesses mercados, que apresenta o mesma interface de usuário e sistema de login que o Hotstar e não suporta o Disney ID SSO como a versão internacional do aplicativo Disney+. De fato, os usuários nos mercados OMNA recebem uma mensagem de erro ao inicializar a versão internacional do aplicativo Disney+, e os assinantes do OMNA Disney+ não podem acessar suas contas fora da região e vice-versa.

### Lançamento do hub de conteúdo Star
Star, a marca do Disney+ para conteúdo de entretenimento geral foi lançada em 23 de fevereiro de 2021 no Canadá, Europa, Austrália, Nova Zelândia e Cingapura e deve ser lançada em mercados internacionais selecionados em um futuro próximo, incluindo Japão, Hong Kong, Taiwan, Israel e África do Sul. A Star foi adicionada ao Disney+ no Japão em 27 de outubro de 2021 e foi lançada junto com o serviço na Coreia do Sul, Taiwan em 12 de novembro, e Hong Kong em 16 novembro.

## Recepção
Em 13 de novembro de 2019, um dia após seu lançamento, a Disney anunciou que o serviço de streaming já havia inscrito mais de 10 milhões de assinantes. O Disney+ foi bem recebido, graças ao seu preço acessível e à extensa biblioteca da Disney. Frank Pallotta, da CNN, afirmou que "a empresa [Disney] reembalou sua coleção de conteúdo amado para o serviço, tornando-o um companheiro valioso para os outros serviços no mercado. Nick Pino, do TechRadar, afirmou: "Se a Disney o mantiver atualizado com novos conteúdos, , o Disney+ pode rivalizar com a Netflix mais cedo ou mais tarde."
Após o lançamento, o Disney+ passou por dificuldades técnicas significativas. Os usuários reclamaram do recebimento de mensagens de erro informando que o serviço estava inoperante e que eles "não conseguiam se conectar", o que era irritante porque muitos deles haviam pago pelo serviço com meses de antecedência. Em alguns casos, as senhas precisavam ser redefinidas para permitir o acesso.
Victor Nascimento, do Observatório do Cinema, criticou o Disney+ pela lentidão e por não disponibilizar todos os filmes listados pela empresa. Apesar de tecer críticas relacionadas ao serviço de streaming, Victor elogiou sua interface como uma das melhores disponíveis.
O fato de o lançamento ser limitado a poucos países resultou no aumento da pirataria de seus produtos. No caso da série própria "The Mandalorian", a Disney tentou combater os links para download ilegal, mas a quantidade se tornou tão grande que a companhia não deu conta do trabalho.
Em 3 de fevereiro de 2020 o serviço de streaming da Disney já tinha atraído mais de 28 milhões de assinantes.
Em 10 de dezembro de 2020, a companhia revelou em evento para investidores, que o serviço atingiu a marca de 86,8 milhões de assinantes, número que era esperado para 2024.

### Serviços
- DisneyNow
- Amazon Video
- Disney+
- Discovery+
- HBO Max
- HBO Now
- Hulu
- Netflix
- Paramount+
- Pluto TV
- Star+